# Gregor Amann
Gregor Amann (ur. 15 sierpnia 1962 w Ravensburgu) – polityk niemiecki, członek partii SPD.
Po zdaniu matury w roku 1981 pracował m.in. jako pomocnik w firmie budowlanej w Waszyngtonie, w 1985 roku rozpoczął studia na kierunkach politologii, psychologii i lingwistyki na Uniwersytecie Johanna Wolfganga Goethego we Frankfurcie nad Menem, które ukończył z tytułem magistra w roku 1994.
Od 1988 roku jest członkiem SPD. Od roku 2000 jest członkiem okręgu SPD we Frankfurcie nad Menem, którego był przywódcą w latach 2001 – 2004. W 2005 został wybrany do niemieckiego Bundestagu, zdobywając 39,8% głosów w okręgu wyborczym nr. 183.